# Мазепа и волки
«Мазе́па и во́лки» (фр. Mazeppa aux loups) — картина французского художника Ораса Верне, написанная им в 1826 году.
Заказ на создание картины поступил к художнику Орасу Верне от городских властей Авиньона, пожелавших увековечить память его деда, Жозефа Верне. Перебрав несколько тем для будущей работы и отвергнув сюжет с Лаурой и Петраркой, Верне выбрал полулегендарную историю из жизни украинского гетмана Ивана Мазепы, описанную в «Истории Карла XII, короля Швеции» Вольтера и поэме лорда Байрона. По легенде, Мазепа влюбился в жену одного польского шляхтича, который отомстил ему, привязав будущего гетмана к спине дикой лошади и отпустив в лес, где его после недолгого преследования волками нашли и выходили украинские крестьяне.
Эротический и садистский подтекст данной истории вкупе с различными представлениями о внешности Мазепы давал большие возможности для творчества французским художникам того времени, таким как Буланже, Шассерио, Жерико и самому Верне, написавшему две соответствующие картины: «Мазепа и лошади» и «Мазепа и волки». В первом варианте Мазепа изображён привязанным к коню, упавшему от усталости посреди лошадиного табуна. Во втором же варианте Мазепа несётся привязанным на лошади, убегающей от стаи волков по лесу на фоне предрассветного неба. В обоих случаях атлетическая фигура Мазепы, похожего на святого Себастьяна, обнажена и оттого эротична.
Обе картины Верне были выставлены на Парижском салоне 1827—1828 годов, где были положительно оценены критиками, отметившими, что версия с лошадьми всё же лучше версии с волками. По мотивам этих работ было сделано много копий, литографий и гравюр. Картина «Мазепа и лошади» долгое время висела в здании Национального собрания Франции в Париже, где и сгорела в 1961 году. Картина «Мазепа и волки» и её авторская копия, созданная после инцидента с фехтованием в студии Верне, в настоящее время находятся в коллекции музея Кальве в Авиньоне (Франция).

## История и контекст
Желая почтить своего выдающегося соотечественника Жозефа Верне, уроженца Авиньона, городские власти обратились к его сыну Карлу с просьбой создать картину памяти своего отца. На предложение откликнулся сын Карла и внук Жозефа — Орас Верне. Сначала он намеревался взять за основу для будущей работы какой-нибудь эпизод из истории города, но не вдохновился также и ни одной из тем, предложенных куратором местного музея Эспри Рекьяном, включая даже сюжет из отношений Лауры и Петрарки. Наконец Верне остановился на истории из жизни Ивана Мазепы. Вольтер в своей «Истории Карла XII, короля Швеции» сообщал, что после Полтавской битвы Карл XII, король Швеции, бежал с неcколькими офицерами, в числе которых был Мазепа, гетман Украины. В молодости он служил пажом короля Польши Яна Казимира и по легенде вступил в любовную связь с красавицей Терезой, женой некоего пана Фальбовского. Он узнал об измене и отомстил Мазепе, привязав его к спине дикой лошади и отпустив в лес:

Тот, кто занимал тогда этот пост, был польский шляхтич, по имени Мазепа, родившийся в Подольском палатинате; он был пажом Яна Казимира и при его дворе приобрел некоторый европейский лоск. В молодости у него был роман с женой одного польского шляхтича, и муж его возлюбленной, узнав об этом, велел привязать Мазепу нагим к дикой лошади и выпустить её на свободу. Лошадь была с Украины и убежала туда, притащив с собой Мазепу, полумертвого от усталости и голода. Его приютили местные крестьяне; он долго жил среди них и отличился в нескольких набегах  на татар. Благодаря превосходству своего ума и образования он пользовался большим почетом среди казаков, слава его все более и более  росла, так что царь принужден был объявить его украинским гетманом.
Оригинальный текст (фр.)Celui qui remplissait alors cette place était un gentilhomme polonais nommé Mazeppa, né dans le palatinat de Podolie ; il avait été élevé page de Jean-Casimir, et avait pris à sa cour quelque teinture des belles-lettres. Une intrigue qu’il eut dans sa jeunesse avec la femme d’un gentilhomme polonais ayant été découverte, le mari le fit lier tout nu sur un cheval farouche, et le laissa aller en cet état. Le cheval, qui était du pays de l’Ukraine, y retourna, et y porta Mazeppa demi-mort de fatigue et de faim. Quelques paysans le secoururent : il resta longtemps parmi eux, et se signala dans plusieurs courses contre les Tartares. La supériorité de ses lumières lui donna une grande considération parmi les Cosaques: sa réputation, s’augmentant de jour en jour, obligea le czar à le faire prince de l’Ukraine.

Этот сюжет Вольтер почерпнул из записок Яна Хризостома Пасека, недолюбливавшего Мазепу, но служившего вместе с ним при польском королевском дворе. Мемуары эти ходили из уст в уста, и Вольтер во время работы над «Историей Карла XII» переписывался с проживающим в Париже эмигрантским королём польским Станиславом Лещинским, который письмом своим подтвердил «все факты» из книги Пасека, включая любовную историю Мазепы. Именно она послужила основой для поэмы лорда Байрона, добавившего к сюжету несколько драматических штрихов, в которых он сообщал как об обстоятельствах любовных приключений, так и длительных страданиях Мазепы. Так, конь ушёл от гнавшихся за ним волков, переплыл реку и упал насмерть в табуне диких лошадей, где Мазепу нашли местные крестьяне и выходили:

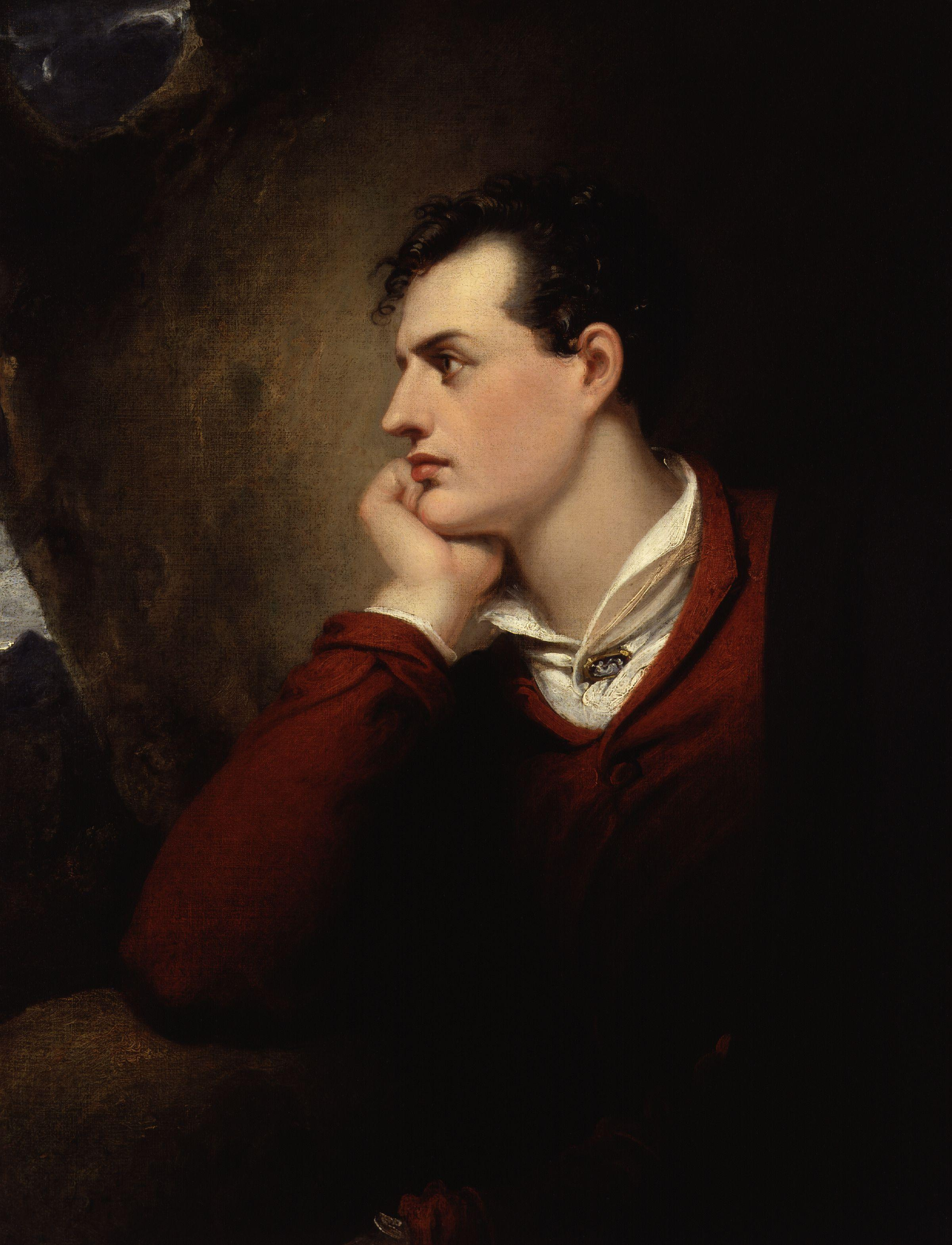
Лорд Байрон кисти Ричарда Уэстолла, 1813 год

И не давал упасть ремень;
В кустах мы мчались целый день,
Как вихрь; я слышал волчий вой
И волчий бег в глуши лесной,
Звук неуемных их прыжков,
Что бесят гончих и стрелков;
Они летели нам вослед,
И не спугнул их и рассвет;
Была — не далее сука́ —
С зарей их стая к нам близка,
И слышал я сквозь мрак ночной
Вплотную в гущине лесной
Пугливый бег их воровской.
Оригинальный текст (англ.)My bonds forbade to loose my hold.
We rustled through the leaves like wind,
Left shrubs, and trees, and wolves behind;
By night I heard them on the track,
Their troop came hard upon our back,
With their long gallop, which can tire
The hound's deep hate, and hunter's fire:
Where'er we flew they followed on,
Nor left us with the morning sun;
Behind I saw them, scarce a rood,
At day-break winding through the wood,
And through the night had heard their feet
Their stealing, rustling step repeat.

Поэма была написана Байроном в 1818 году в Равенне, а в 1822 году была издана на французском языке в переводе Амедея Пишо. Верне, как и многие художники эпохи реставрации Бурбонов, нашёл вдохновение в поэтических метаморфозах Байрона, наполненных эротическим и садистским подтекстом. Насилие и страсть в сочетании с образом диких, необузданных животных создавали в воображении живописцев романтизированные композиции. Как отмечал философ Игорь Кон:
Тут есть все: коварство и любовь, мужество и беспомощность, соперничество юности и старости. Наконец, лошадь — древний символ чувств, которые мужчина должен держать в узде, а в данной ситуации Мазепа сам оказался во власти взбешенной лошади. Образ беспомощно распростёртого на спине, привязанного к крупу лошади нагого юноши давал простор садомазохистскому воображению, обычно в такой позе представляли только женщин, например, изображая похищение Европы.
Большинство художников придерживались в своих полотнах рубенсовского стиля с определённым оттенком эротики в изображении обнаженного и привязанного к лошади Мазепы, который выглядит как романтический герой, не избежавший наказания за свой предполагаемый грех, но и не повинующийся жестокой судьбе, будто мятежник.

## Создание
Будучи баталистом и анималистом, Верне несколько раз обращался к теме Мазепы, благо различные представления о его внешности давали художникам того времени гораздо больший простор для творчества. Из французских художников в последующие годы этот сюжет в своих полотнах затрагивали также Луи Буланже, Теодор Шассерио, Луи-Теодор Девильи.

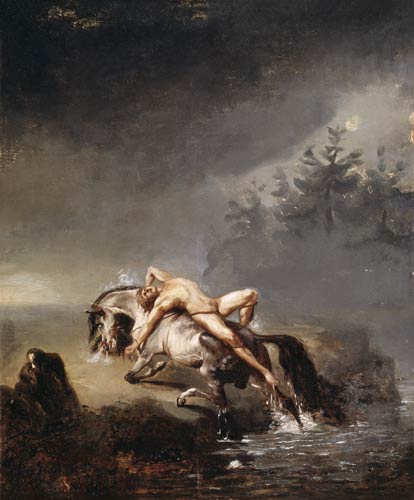
Первая работа Верне
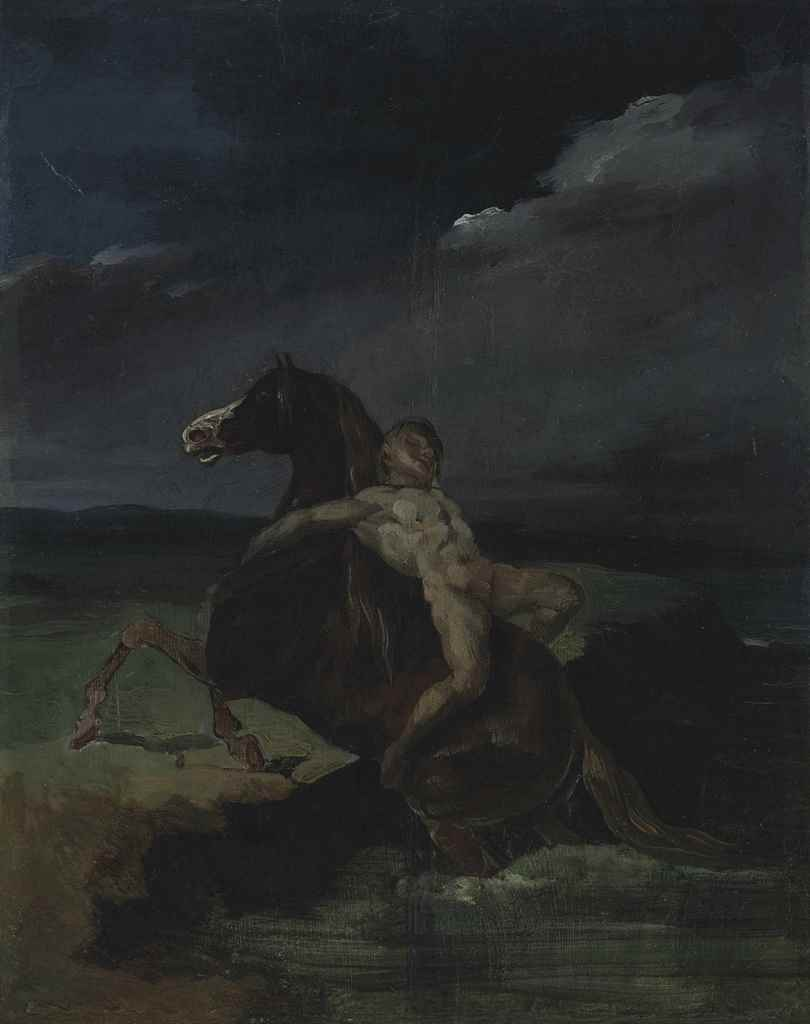
Картина Жерико
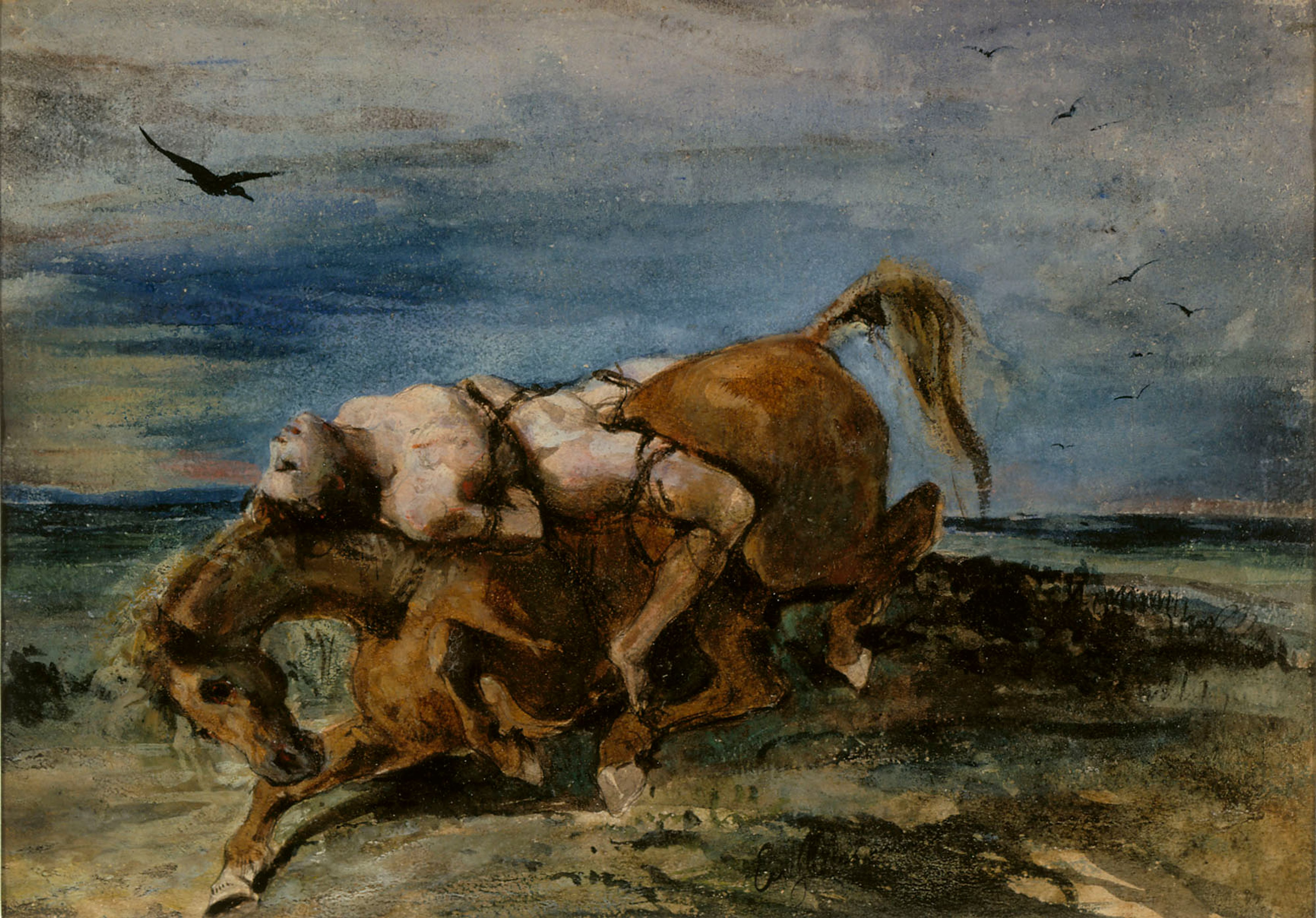
Вариант Делакруа
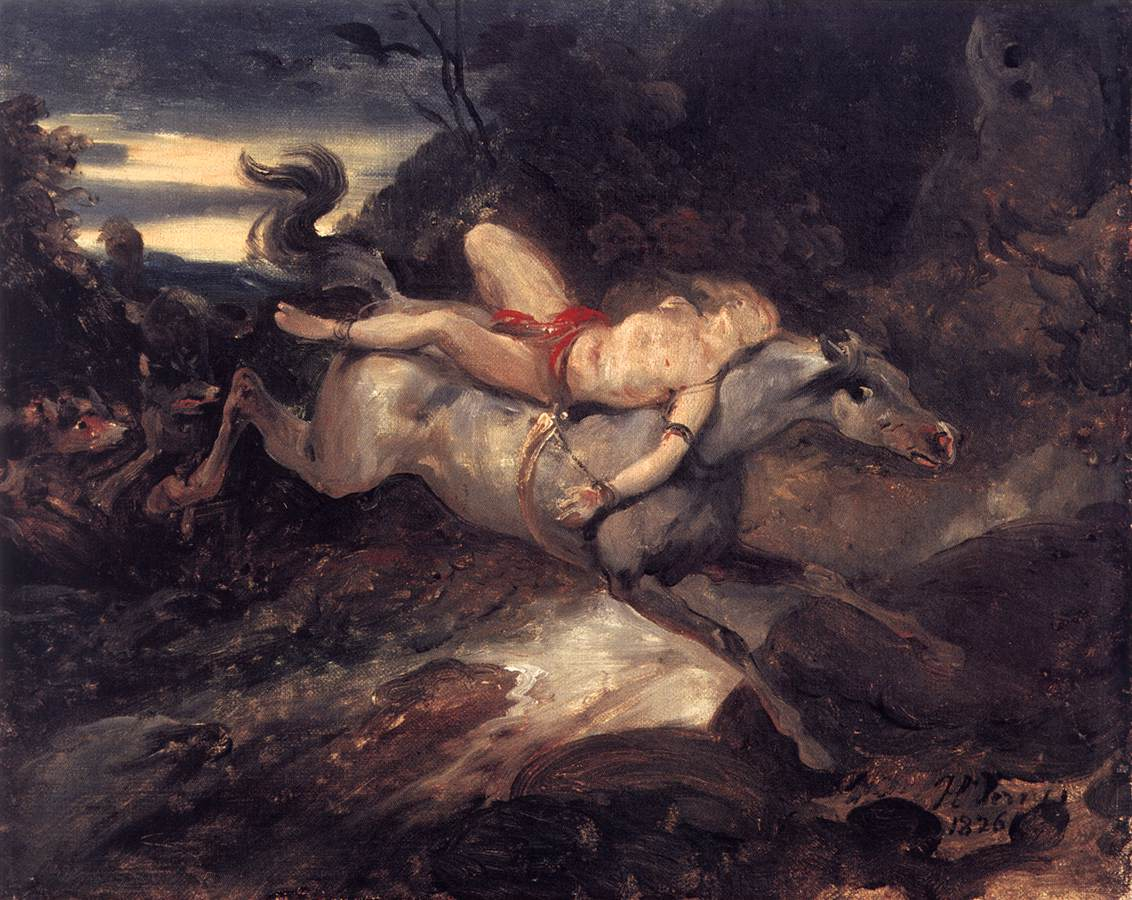
Эскиз Верне (Бремен)

В 1821 году Верне написал работу, изображающую молодого человека, привязанного к спине лошади, которая только что упала от истощения посреди табуна и угрожающе поднявшегося воронья — картина имела большой успех ещё до её завершения художником и для нового полотна Верне выбрал сюжет с волками. В то время в своём саду в Анген-Монморанси он держал молодого одомашненного волка, с которого и срисовывал наброски. В ходе работы над картиной Верне сделал эскиз маслом (32,20 × 40,50 см), который сейчас хранится в Бременской картинной галерее. Изображение лошади, скачущей по бесплодной земле и преследуемой волками, отличается отдельными и резкими мазками, оживляющими весь холст. Проиллюстрировав поэму Байрона, задавшую тон для общего литературного восприятия гетмана, Верне отдал своего рода дань своему другу Теодору Жерико, скончавшемуся после падения с лошади в возрасте 33 лет. Ранее, в 1823 году Жерико создал свою и одну из первых в истории искусства версию картины по истории Мазепы, на которой лошадь вытаскивает его из реки Днепр на берег, что было расценено критиками как довольно эротическая вариация темы инициации, которая затем была повторена Делакруа. Один из его пяти вариантов, написанный в 1824 году, хранится в Атенеуме при Финской национальной галерее.

## Композиция
«В диком лесу, где все листья на деревьях стояли дыбом, — скакала серая в яблоках лошадь, поднявши все четыре ноги на воздух. На её спине был довольно комфортабельно привязан красивый брюнет, самого приятного сложения и совершенно раздетый. Его усы и шевелюра напоминали денди кавалериста, прогуливающегося в Тюильрийском дворце. Вокруг него скакали волки с огненными глазами».
Картина размерами 100 × 130 см написана маслом на холсте. Справа внизу подпись: «H. Vernet/1826».
Мазепа привязан к коню, который дико несётся по лесу, перепрыгивая через овраги и ручьи, кусты и сваленные бурей деревья на фоне виднеющегося вдалеке предрассветного восходящего солнца. Их вплотную настигает стая волков с горящими в темноте глазами. Недвижимый и полумёртвый, ободранный колючими сучьями Мазепа растянулся на конской спине, словно Святой Себастьян — в довольно сексуальной позе, просто пышущей эстетизмом и эротичностью — и даже волки не помеха такой чувственности. Испуганное лицо и белое тело обнажённого и атлетически сложенного юноши, нагота которого прикрыта лишь обрывками розовой ткани, отличается выразительностью, как и охваченная ужасом морда белого коня. Полотно наполнено скоростью и спонтанностью действия, придающими композиции нужную экспрессию в сочетании с детализованностью и гладкой фактурой письма.

## Судьба, критика и восприятие
Работу над полотном «Мазепа и волки» Верне закончил в 1826 году, после чего готовая картина была передана им самим в дар музею Кальве в Авиньоне (Франция). Туда же Верне передал и вторую версию, точную копию, которую художник создал после того, как повредил первую работу, занимаясь фехтованием с друзьями в своей рабочей студии. Художник полностью переделал картину, чтобы невозможно было найти отличие между обеими работами. За вторую версию музей отдал Верне две тысячи франков, хотя она уже была продана некоему известному человеку, в качестве замены для которого художник создал ещё одну копию.

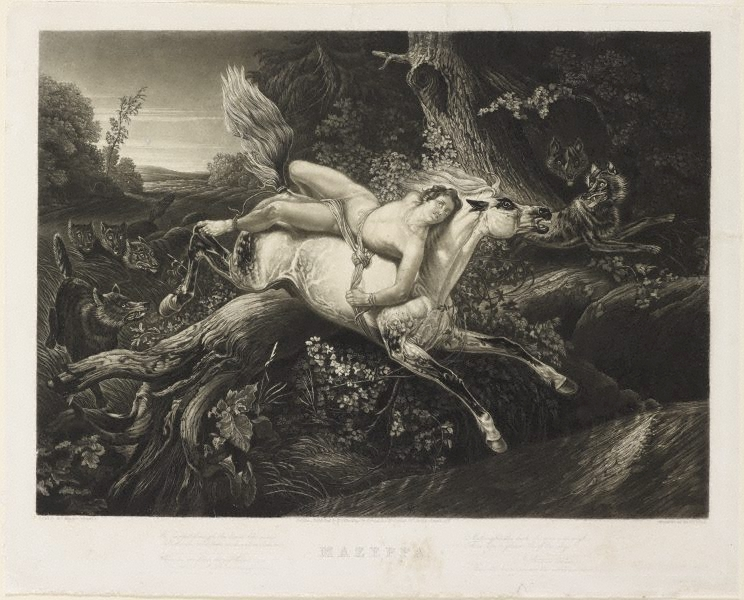
Гравюра с картины «Мазепа и волки» Верне
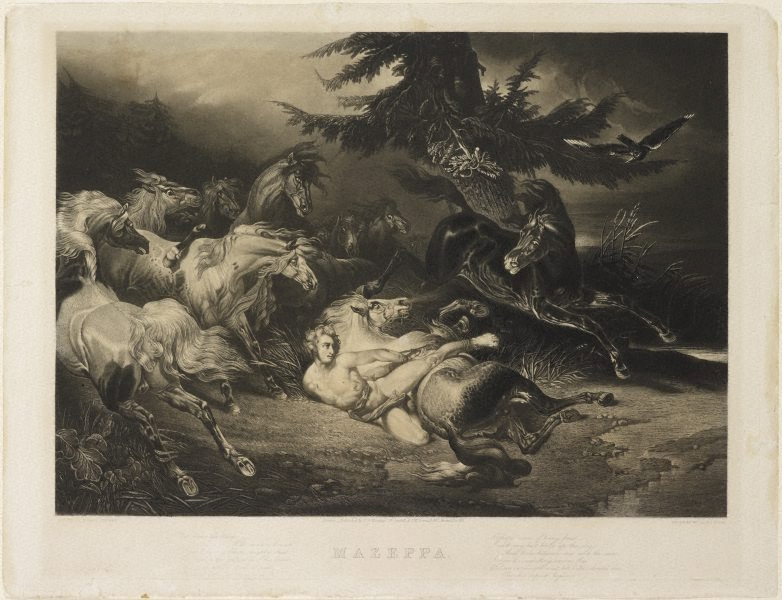
Гравюра с картины «Мазепа и лошади» Верне

Обе картины были представлены на Салоне сезона 1827—1828 годов. Критики были единодушны: «Мазепа и волки» лучше версии с лошадьми. Стендаль восторженно оценивал многие картины Верне на лошадиные темы, в том числе и «Мазепу», описав их как воплощение романтического духа восстания, молодости и силы, довольно далекое, как он считал, от холодных, статических сцен Жака-Луи Давида. Людовик Витэ писал, что «по-моему, эта картина г. Ораса Верне намного лучше, чем его первый Мазепа… Лошадь будто ручная, а волки наделены определенной мелодраматической выразительностью. Тем не менее, композиция хорошо сформирована, и пейзаж в целом производит поэтическое впечатление своим ужасом, который особенно усиливается выбранной темой». В 1845 году картину видел Гюстав Флобер, отозвавшийся в своих воспоминаниях о ней как об одном из того, что оказалось восхитительным в этом музее. В настоящее время картины выставляются в Галерее Верне в 16-м зале на первом этаже музея Кальве.

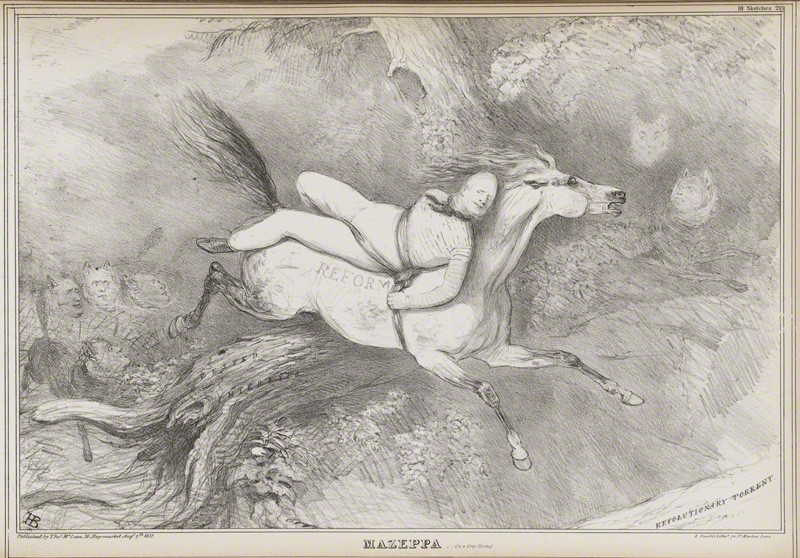
«Мазепа (Вильгельм IV)», Дойл, 1832 год

К 1825 году Верне окончательно упрочил за собой славу великого художника, по свидетельству критика Владимира Стасова, «он сделался популярен посредством литографии, которая повсюду распространяла его драму „Мазепа“». Картина Верне является самой известной и наиболее часто воспроизводимой работой на тему байроновского Мазепы. Она послужила вдохновением для такого же как и Верне любителя лошадей — британского художника Джона Фредерика Херринга, картины-вариации которого на тему Мазепы, волков и лошадей хранятся в Британской галерее Тейт. Свою вариацию создал и немецкий живописец Вильгельм Наль. По мотивам работы Верне художник Джон Дойл нарисовал карикатуру, на которой под лошадью подразумевается избирательная реформа 1832 года, к которой привязан новый Мазепа — король Великобритании Вильгельм IV.
По мнению Альфреда Йенсена и Роберта Розенблюма легенда о дикой погони на лошади, придуманная Байроном, вдохновила в свою очередь Виктора Гюго на величественную поэму «Мазепа» из сборника «Восточные мотивы» и Ференца Листа на свою шестую симфоническую поэму, в которых связанный казак есть национальный герой, символ человеческого гения, стремящегося ввысь и в неизвестность, персонификация самой Украины, желающей освободиться от оков.

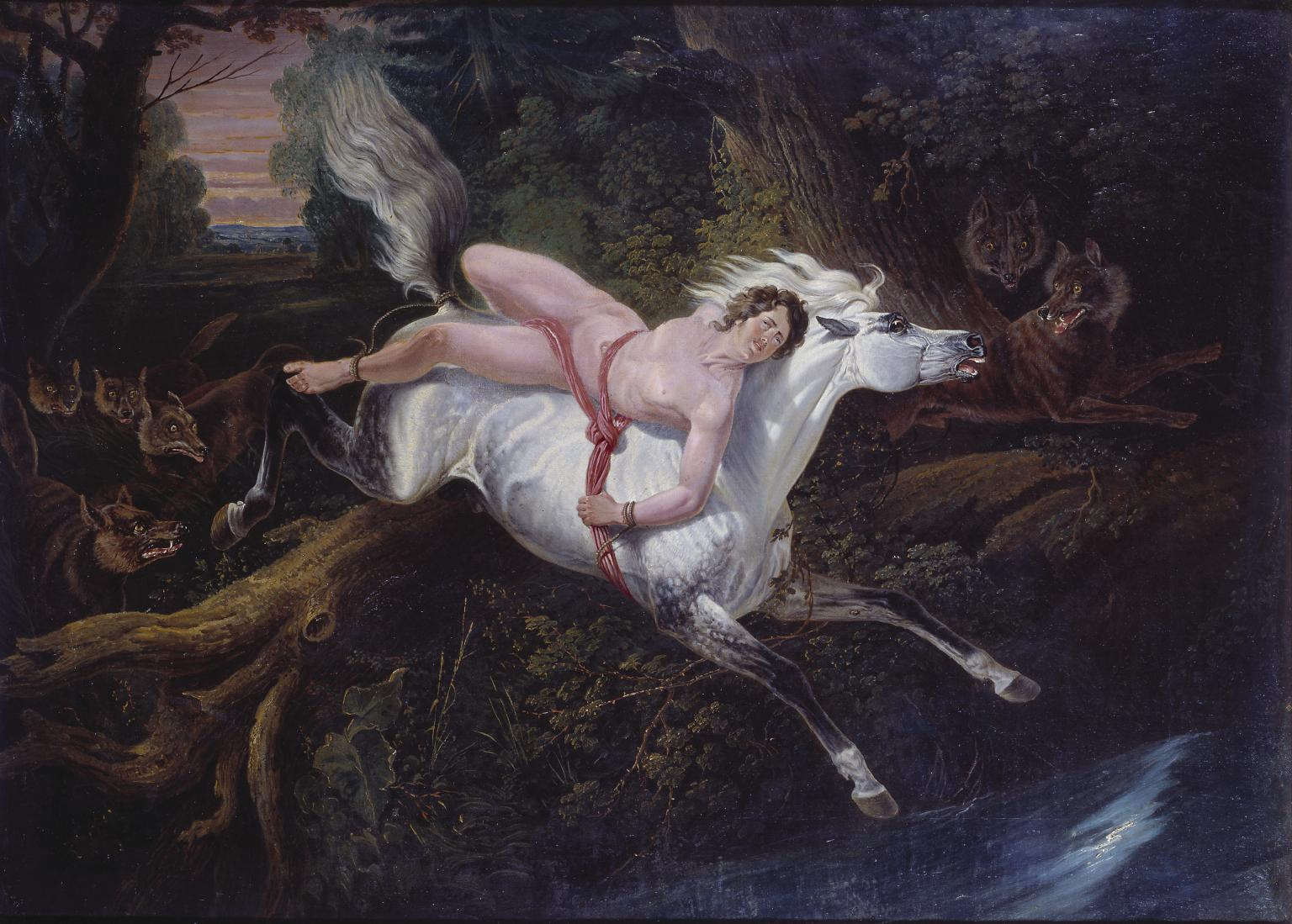
«Мазепа, преследуемый волками», Херринг, 1833 год
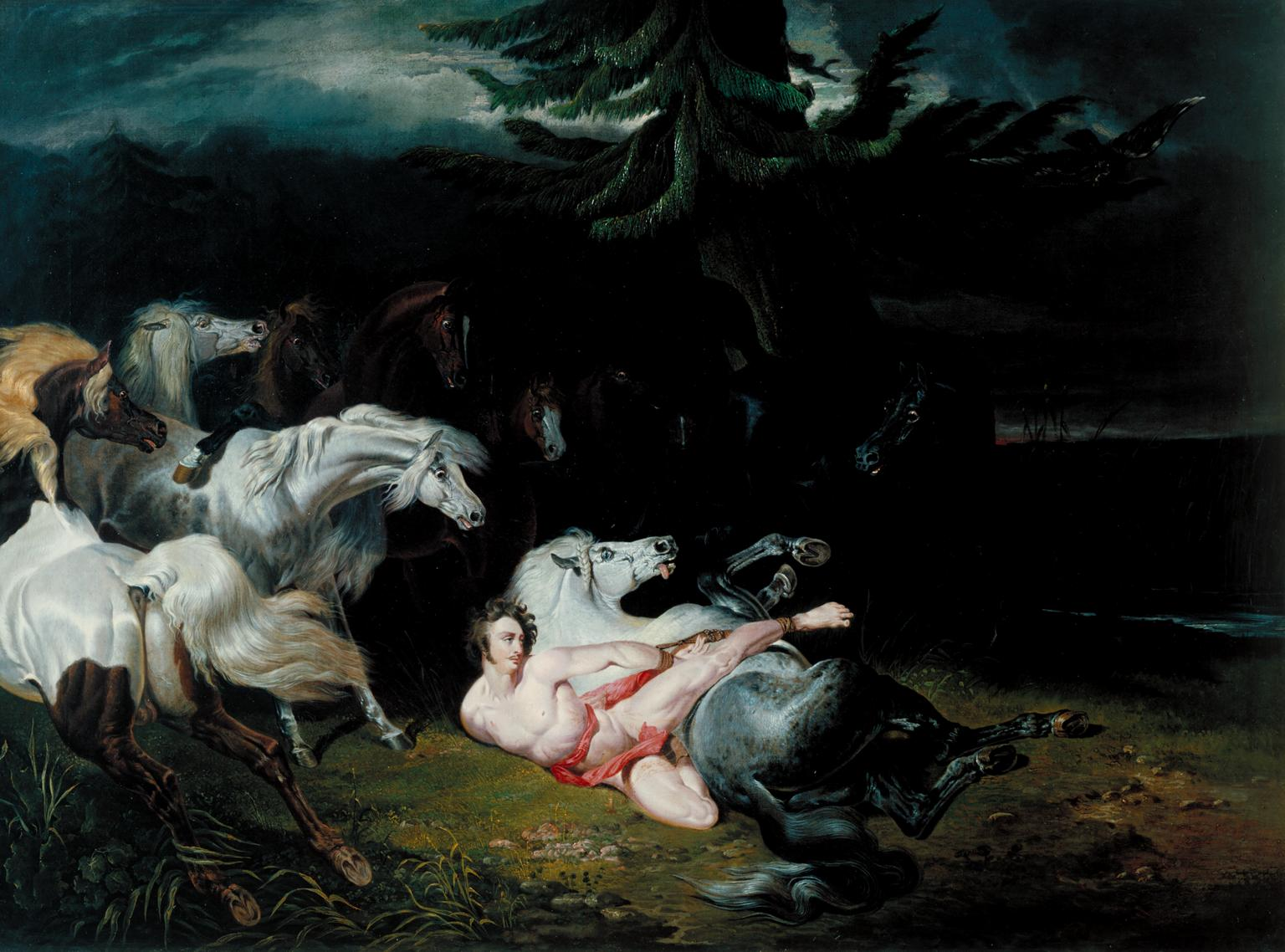
«Мазепа, окружённый лошадьми», Херринг, 1833 год

Огромная картина «Мазепа и лошади» размерами 1,95 × 2,79 м принадлежала французскому королю Луи-Филиппу. Она висела в Зале Мазепы в Национальном собрании в Париже до 1961 года, когда 24 марта сгорела во время пожара и была безвозвратно потеряна. Примечательно, что Верне расписывал потолок здания Национального собрания именно по заказу Луи-Филиппа, начав работу в 1830 году и закончив лишь 17 лет спустя.